# أوعلي
أوعلي هي قرية في مقاطعة أرومية، إيران. يقدر عدد سكانها بـ 104 نسمة بحسب إحصاء 2016.